# Black Cat (Spielautomat)
Black Cat (englisch für „schwarze Katze“) war die Bezeichnung für den ersten Spielautomaten der Welt.

## Funktion
Er wurde 1889 von den Brüdern Caille unter dem Namen Caille Black Cat 1889 entwickelt. Der Spieler hatte verschiedene Farben zur Auswahl, auf die er mit einer Münze setzen konnte. Dann drehte er an einem Hebel, sodass die Farben auf ihrer Platte rotierten. Traf man die richtige Farbe, gewann der Spieler.
Dadurch entstand auch der Name „Einarmiger Bandit“. Der Spielautomat war besonders bei der reichen Gesellschaft beliebt. Es war ein gründlich ausgeschmückter Kasten im viktorianischen Stil.